# Cụm Hồ Tràm
Cụm Hồ Tràm là một khu vực bãi ngầm lớn thuộc cụm Bình Nguyên của quần đảo Trường Sa. Cụm này tiếp giáp với phần tây nam của bãi Cỏ Rong, gồm nhiều rạn san hô: về phía tây có đá Ba Cờ, đá Hợp Kim và đá Khúc Giác; về phía đông bắc có đá Mỏ Vịt và đá Trung Lễ.
Cụm Hồ Tràm là đối tượng tranh chấp giữa Việt Nam, Đài Loan, Philippines và Trung Quốc. Hiện chưa rõ nước nào kiểm soát vùng này nhưng đây là nơi thường xuyên diễn ra tranh chấp về quyền khai thác tài nguyên giữa Philippines và Trung Quốc. Khi Trung Quốc cố đặt các phương tiện đánh dấu tại khu vực này thì Philippines thường tìm cách dỡ bỏ.
- Tên gọi: cụm Hồ Tràm (bãi Hồ Tràm); tiếng Anh: Amy Douglas Bank; tiếng Filipino: Mahiwagang Diwata; tiếng Trung: 安塘滩; bính âm: Āntáng tān; Hán-Việt: An Đường than.
- Đặc điểm: có chiều dài tính theo trục bắc-nam là 37 hải lý (68,5 km), chiều rộng tối đa là 12 hải lý (22,2 km) và diện tích của phần bãi cạn lên đến 1.070 km².[6]